# ليويس جيبسون
ليويس جيبسون (بالإنجليزية: Lewis Gibson)‏ (مواليد 19 يوليو 2000) هو لاعب كرة قدم إنجليزي يلعب كمدافع في نادي نادي ريدنغ على سبيل الإعارة.

## روابط خارجية
- ليويس جيبسون على موقع الاتحاد الأوربي (الإنجليزية)
- ليويس جيبسون على موقع قاعدة بيانات كرة القدم.إي يو (الإنجليزية)
- ليويس جيبسون على موقع Soccerbase.com (لاعب) (الإنجليزية)